# Scilab
Scilab és un llenguatge de programació d'alt nivell per al càlcul científic, de lliure ús i disponible en múltiples sistemes operatius (Mac OS X, GNU/Linux, Windows) desenvolupat per INRIA (Institut National de Recherche en Informatique et Automatique) i la ENPC (École Nationale des Ponts et Chaussées) des del 1990. Actualment, Scilab és desenvolupat pel Scilab Enterprises.
A partir de la versió 5 aquest programari es distribueix amb la llicència CeCILL, la qual és compatible amb la llicència lliure GPL. Les versions anteriors eren "semi-lliures" segons la Free Software Foundation, ja que prohibien la distribució comercials de versions modificades de Scilab.

## Sintaxi
La sintaxi de programació de Scilab està basada fonamentalment en el llenguatge de MATLAB. La manera més simple d'executar codi és escriure-ho a la línia de comandament <codi>--> </codi>, present al mateix entorn gràfic del programa. Exemples:
- Mostrar el text Hello World! a scilab:

```
disp
(
"Hello World !"
)

```

- Dibuixar una funció d'una superfície en 3 dimensions:

```
// Una representació senzilla de z = f(x,y)

t
=[
0
:
0.3
:
2
*
%pi
]
'
;

z
=
sin
(
t
)
*
cos
(
t
'
);

plot3d
(
t
,
t
,
z
)

```